# 토머스 햄프슨 (성악가)

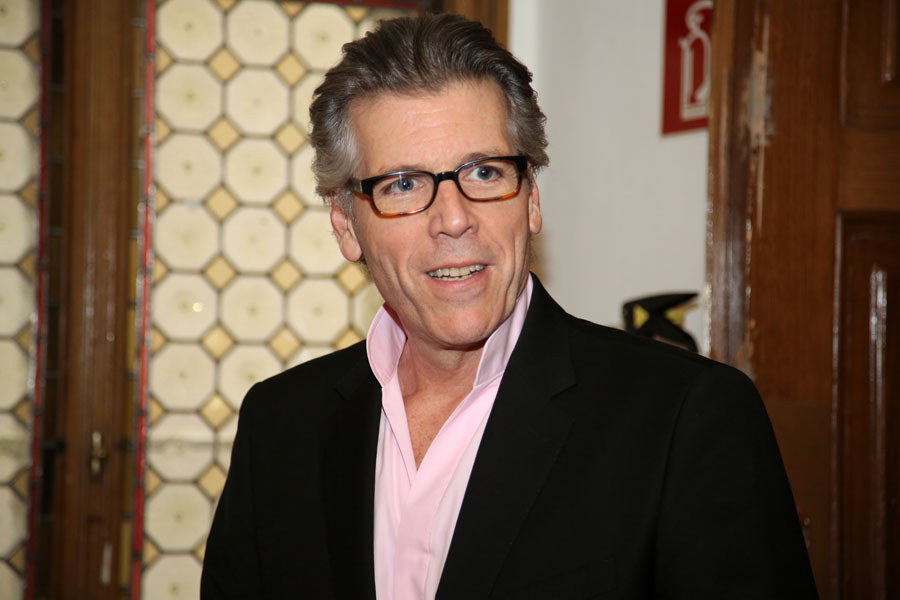

토머스 햄프슨(영어: Thomas Hampson, 1955년 6월 28일 ~ )은 미국의 바리톤 가수이다.